# Rudolf Otto
Rudolf Otto (25 de septiembre de 1869, en Peine, cerca de Hanóver, Alemania - 6 de marzo de 1937, en Marburgo, Hesse, Alemania) fue un eminente teólogo protestante alemán y un gran erudito en el estudio comparativo de las religiones.

## Vida
Rudolf Otto nació en Peine, cerca de Hanóver, Alemania. Estudiaría en el Gymnasium Andreanum de Hildesheim y posteriormente en las universidades de Erlangen y Göttingen, donde realizó dos doctorados, el primero, una disertación sobre Lutero, y el segundo sobre Kant. En 1906 llegó a ser profesor extraordinario, y en 1910 recibió un doctor honoris causa en la Universidad de Giessen. En 1915 llegaría a ser profesor ordinario en el Universidad de Breslau, y en 1917, en la Universidad de Marburg's Divinity School, entonces uno de los seminarios protestantes más famosos en el mundo. Aunque fue solícito en algunas otras convocatorias, permaneció en Marburgo el resto de su vida. Se retiró en 1929 muriendo de neumonía ocho años después, probablemente como consecuencia de una infección de malaria que había contraído en una de sus muchas expediciones. Fue enterrado en el cementerio de Marburg.

## Lo sagrado como lo numinoso
La obra más famosa de Rudolf Otto, La idea de lo sagrado (publicada inicialmente en 1917 como Das Heilige), se cuenta entre los libros más renombrados en el ámbito de la fenomenología religiosa alemana del siglo XX. Actualmente está traducido aproximadamente en veinte lenguas. El libro define el concepto de lo sagrado como aquello que es numinoso, misterioso. Otto explicó el concepto de lo misterioso como una «experiencia no-racional y no-sensorial o el presentimiento cuyo centro principal e inmediato está fuera de la identidad». Acuñó este nuevo término sobre la base de la palabra latina Numen (referida en su significación original a los dioses). Esta expresión carece de relación etimológica alguna respecto del concepto de noúmeno de Immanuel Kant, aludiendo a un término griego que nos remite a una realidad incognoscible subyacente en todas las cosas. Lo numinoso es un misterio que es a la vez terrorífico y fascinante. Establece a su vez un paradigma para el estudio de la religión como una categoría irreductible y original en sí misma. Este paradigma fue atacado aproximadamente entre 1950 y 1990 pero ha vuelto con fuerza desde entonces.

## Influencia
El teólogo alemán y estadounidense Paul Tillich reconoció la influencia que sobre él ejerció Rudolf Otto.
Mircea Eliade usó los conceptos contenidos en La idea de lo sagrado como punto de partida para su propia obra de 1957 Lo sagrado y lo profano. 
La pensadora española María Zambrano afirmó que sus ideas acerca de lo sagrado y lo divino fueron inspiradas por el libro de Otto Lo santo: sobre lo racional y lo irracional en la idea de Dios que leyó apasionadamente en su adolescencia.

## Obra
- Geist und Wort nach Luther, 1898.
- Die historisch-kritische Auffasung vom Leben und Wirken Jesu, 1901.
- Naturalistische und religiöse Weltansicht, 1904. (Vers. inglesa: Naturalism and Religion, 1907.)
- The Life and Ministry of Jesus, According to the Critical Method, 1908.
- Das Heilige. Über das Irrationale in der Idee des Göttlichen und sein Verhältnis zum Rationalen, 1917. (Vers. inglesa: The Idea of the Holy, 1923. Vers. española: Lo santo. Lo racional y lo irracional en la idea de Dios. Madrid, Alianza, 1980.)
- Vischnu-Nârâyana; Texte zur indische Gottesmystik, I, 1917.
- Siddhânta des Râmânuja, Texte zur indische Gottesmystik, II, 1917.
- Aufsätze das Numinöse betreffend, 1923.
- West-Östliche Mystik; Vergleich und Unterscheidung zur Wesensdeutung, 1926. (Vers. inglesa: Mysticism east and west: A comparative analysis of the nature of mysticism, 1932.)
- Christianity and the Indian Religion of Grace (1928)
- Die Gnadenreligion Indiens und das Christentum; Vergleich und Unterscheidung, 1930. (Vers. inglesa: India's Religion of Grace and Christianity Compared and Contrasted, 1930.)
- The philosophy of religion based on Kant and Fries (1931)
- Religious essays: A supplement to The Idea of the Holy (1931)
- Das Gefühl des Überweltlichen; Sensus Numinus (artículos), 1931.
- Sünde und Urschuld und andere Aufsätze zur Theologie, 1932.
- The original Gita: The song of the Supreme Exalted One (1939)
- The Kingdom of God and the Son of Man: A Study in the History of Religion (1943)
- Autobiographical and Social Essays (1996)